# فيروس نبات
الفيروسات النباتية هي أنواع من الفيروسات تصيب النباتات. تختلف الفيروسات النباتية في شدة الإصابة التي تسببها للعوائل النباتية. يوجد ما يربو على 500 مرض فيروسي يصيب النباتات وذو أهمية اقتصادية.

## الأضرار
تسبب بعض الفيروسات النباتية أضراراً طفيفة في حين أن فيروسات أخرى تسبب أضراراً جسيمة. وتعتبر الفيروسات النباتية التي تسبب إصابات شديدة ذات أهمية اقتصادية كبيرة. تكتشف فيروسات جديدة أو سلالات من الفيروسات تختلف في شدة إصابتها للنباتات المزروعة أو الأصناف النباتية المستنبطة.
تزداد أهمية الإصابة بالفيروسات النباتية في:
1. النباتات التي تزرع في عروات
2. النباتات التي تتكاثر خضرياً مثل الأشجار المثمرة وبعض محاصيل الخضراوات
3. نباتات الزينة

ينتقل الفيروس عن طريق الأجزاء الخضرية المأخوذة من النباتات المصابة والتي تستعمل في الزراعة وبذلك تنتج نباتات مصابة ضعيفة.
في حال إصابة النباتات المعمرة كالأشجار فان الإصابة لا تقتلها مباشرة حيث ينتشر الفيروس في النبات ويسبب إصابة مزمنة (بالإنجليزية: Chronic Infection) ولكن تضعف النباتات تدريجياً بتقدم العمر.
يصعب الشفاء من الأمراض الفيروسية التي تصيب النبات خاصة إذا انتشر الفيروس في أنسجته مسبباً إصابة عامة (بالإنجليزية: Systemic Infection).

## أمثلة لبعض الأمراض الفيروسية ذات الأهمية الاقتصادية
- فيروس إصفرار الخوخ (بالإنجليزية: Peach Yellows Viruses)
- تضخم أفرع الكاكاو (بالإنجليزية: Swollen shoot of Cacao)
- فيروسات البطاطا (بالإنجليزية: Potato Viruses)[2]
- فيروس تبرقش التبغ (بالإنجليزية: Tobacco Mosaic Viruses)
- فيروس تريستيزا الحمضيات
- فيروس تجعد قمة بنجر السكر (بالإنجليزية: Sugar beet curly top viruses)
- فيروس تبرقش وزوائد البازلاء (بالإنجليزية: Pea enation mosaic virus)

## أنواع الإصابة بالفيروســات النباتية
ينشأ عن دخول الفيروسات إلى الأنسجة النباتية وتضاعفها داخل هذه الأنسجة نوعان من الإصابات:
1. الإصابة المحلية أو الموضعية (بالإنجليزية: Local infection). يصيب الفيروس مجموعة محدودة من الخلايا وتظهر الإصابة في مساحات محدودة ولا ينتشر الفيروس في النبات ويبقى انتشاره محدودا في موضع الإصابة.
2. الإصابة العامة أو الجهازية أو الكيانية (بالإنجليزية: Systemic infection). في هذا النوع من الإصابة ينتشر الفيروس في أنسجة وأعضاء النبات المختلفة وتظهر الأعراض المرضية منتشرة على أجزاء مختلفة من النبات.

## كيفيـة حـدوث الإصابة
لا تحدث إصابة النبات بالفيروسات إلا عند حدوث الجروح في النبات. يمكن للفيروس أن يصل إلى المادة الحية للخلية ثم يبدأ نشاطه بالتضاعف.
لا تمتلك الفيروسات القدرة على اختراق الجدر السيليلوزية للخلايا. تحدث الجروح نتيجة لأضرار ميكانيكية متعددة أو نتيجة لتغذية الحشرات أو الإصابة بالنباتات المتطفلة باستثناء انتقال الفيروسات النباتية عن طريق البذور لبعض المحاصيل أو عن طريق الحبوب اللقاح فان الجروح تعتبر بالضرورة أساساً لحدوث إصابة النبات بالفيروسات.
عند دخول الفيروس إلى خلايا العائل واستقراره داخلها تنشأ الأعراض الفيروسية نتيجة لتفاعل الفيروس مع خلايا العائل.

## أعراض الإصابة بالفيروسات النباتية
تحدث بعض التغيرات في بعض التفاعلات الكيميائية الطبيعية. تختلف الأعراض التي تعزى إلى الفيروسات المختلفة حيث يمتلك كل فيروس جينومه الوراثي الخاص به.

### العوامل التي تؤثر على ظهور الأعراض نتيجة للإصابة بالفيروسات النباتية
- نوع الفيروس
- نوع النبات العائل
- الظروف البيئية

ينشأ عن الإصابة بالفيروسات أعراض معينة قد تظهر على النمو الخارجي للنبات وتسمى بالأعراض الخارجية كما قد تظهر أعراض داخلية في أنسجة النبات وتعرف بالأعراض الداخلية وفي الحقيقة نجد أن ظهور الأعراض مرتبط بحدوث تغيرات في الأنسجة النباتية.
وتختلف الفيروسات فيما بينها في الأعراض التي تسببها وقد ينشأ عن الإصابة بفيروس واحد أعراض مختلفة، ومثال ذلك إصابة نباتات التبغ (باللاتينية: Nicotiana tabacum var. sumson) بفيروس تبرقش التبغ TMV يؤدي إلى ظهور أعراض جهازية وهي التبرقش على الأوراق، أما عند إصابة نوع آخر من الدخان وهو التبغ البري (باللاتينية: Nicotiana glutinosa) بهذا الفيروس تكون الإصابة موضعية وتظهر أعراض النقط الميتة (بالإنجليزية: Local lesions). كذلك فإن ظهور أعراض معينة متشابهة على نفس العائل قد ترجع إلى فيروسات مختلفة، ومثال ذلك أن ظهور أعراض التبرقش (بالإنجليزية: mosaic) على نبات التبغ قد ترجع إلى إصابة النبات بفيروس تبرقش التبغ أو فيروس تبرقش الخيار (بالإنجليزية: (Cucumber Mosaic Virus (CMV).
تؤثر الظروف البيئية التي تنمو تحتها النباتات على مظاهر الإصابة الخارجية فمثلاً تؤثر الحرارة تأثيراً واضحاً على المظاهر الخارجية للإصابة فنجد أن أعراض التبرقش (الموزيك) تشتد خصوصاً في أشهر الشتاء عنها في أشهر الصيف. كما في حالة إصابة الدخان بفيروس TMV، كما أن أعراض إصابة نباتات البطاطس بفيروس X الذي يسبب تبرقشاً خفيفاً على الأوراق تختفي تماماً عندما ترتفع درجات الحرارة إلى 24°م بينما تظهر بوضوح عند 16°م.

### أنواع أعراض الإصابة بالفيروسات النباتية
يمكن تمييز الأعراض الخارجية الآتية على النباتات المصابة بالفيروسات:

#### أولاً: أعراض موضعية أو محلية(بالإنجليزية:Local infection symptoms)
تنشأ هذه الأعراض نتيجة الإصابة الموضعية للفيروس لمجموعة من الخلايا وتشمل:
1. النقط الميتة أو المحلية (بالإنجليزية: Local lesions)
تنشأ هذه الأعراض بسبب موت الخلايا نتيجة لحساسيتها العالية للإصابة بالفيروس حيث تموت مجموعة من الخلايا في موضع دخول الفيروس ويمكن تمييز هذه الأعراض بوضوح على أوراق النبات وذلك بعد دخول الفيروس بيومين إلى ثلاثة أيام وتظهر النقط بأحجام صغيرة لا تتراوح أقطارها عدة ملليمترات ونتيجة لموت الخلايا تظهر النقط باللون البني.
2. الحلقات (بالإنجليزية: Ring spots)
تظهر الإصابة على الأوراق في حلقات دائرية متحدة المركز ولا تمتد الإصابة إلى جميع خلايا الورقة وتظهر في مواضع دخول الفيروس وتنشأ الحلقات نتيجة لتحرك الفيروس من الخلايا قبل موتها.

#### ثانياً: أعراض عامة أو جهازية(بالإنجليزية:Systemic Infection Symptoms)
تظهر هذه الأعراض على أعضاء النبات نتيجة لانتشار الفيروس في أنسجة النبات ويمكن ملاحظة الأعراض الجهازية الآتية:
أ- أعراض خارجية (بالإنجليزية: External Infection Symptoms)
1- أعراض الموزيك أو التبرقش (بالإنجليزية: Mosaic)
تنشأ أعراض التبرقش أو الموزيك من تأثير الفيروسات على البلاستيدات الخضراء، حيث يضعف الفيروس من تكوين البلاستيدات ويتميز عرض الموزيك بظهور البقع الخضراء الباهتة أو الصفراء على الأوراق والتي تتبادل مع اللون الأخضر الطبيعي للورقة لهذا تظهر الورقة متبرقشة وتظهر أعراض التبرقش على الأوراق المتكشفة بعد حدوث العدوى الفيروسية، كما تظهر أعراض الموزيك على الثمار كما في حالة ثمار الخيار المصابة نباتاتها بفيروس تبرقش الخيار (بالإنجليزية: Cucumber  Mosaic Virus (CMV)).
1. الإصفرار (بالإنجليزية: Yellows or Chlorosis). تنشأ الأعراض نتيجة لعدم تكون البلاستيدات أو تحلل الكلوروفيل ويظهر هذا العرض على الأوراق المسنة والحديثة ونتيجة لهذا العرض تظهر الأوراق باللون الأصفر.
2. موت الخلايا (بالإنجليزية: Necrosis). قد يكون هذا العرض موضعياً أو عاماً ويظهر هذا العرض على أجزاء مختلفة من النبات كما قد يكون موت الخلايا في بعض الأنسجة الداخلية مثل اللحاء.
3. التشوهات (بالإنجليزية: Distortions). تشمل هذه التشوهات مجموعة كبيرة من الأعراض التي تظهر على الأوراق مثل عرض انحناء الأوراق (بالإنجليزية: Curling)، تجعد (بالإنجليزية: crinckling) الأوراق، التفاف (بالإنجليزية: Rolling) الأوراق، كما قد تظهر الأوراق بشكل زوائد رفيعة نتيجة لاختزال النصل للورقة ويطلق عليها اختزال الأوراق (بالإنجليزية: Filiform). كذلك قد تظهر بعض الزوائد على الأوراق خاصة في العرق الوسطي وتعرف باسم زوائد ورقية (بالإنجليزية: Enation).
4. زوائد ونموات غير طبيعية (بالإنجليزية: OutGrowth). قد تظهر نموات غير طبيعية على العائل النباتي مثل تكوين درنات أو أورام فمثلاً تتكاثر خلايا اللحاء بطريقة غير طبيعية وتتكون درنات داخلية.
5. شفافية العروق (بالإنجليزية: Vein clearing or Vein  banding). تأخذ عروق الأوراق لوناً شفافاً وهذا يميز بداية الإصابة بكثير من الأمراض الفيروسية، أما في حالة تحزم العروق فيظهر العرق الوسطي والعروق الجانبية محاطاً أو محزماً بلون أخضــر داكن.
6. التقـزم (بالإنجليزية: Stunting or Dwarfing). يعتبر التقزم من الأعراض الهامة المصاحبة لكثير من الأمراض الفيروسية وينشأ التقزم نتيجة لإصابة الخلايا وضعفها وبالتالي ينخفض النمو وتظهر النباتات أقل حجماً وطولاً من النباتات الغير مصابة، ويلاحظ أنه توجد فيروسات مسببة للتقزم كأحد الأعراض الأساسية كما في حالة فيروس تقزم خلفة قصب السكر (بالإنجليزية: Ratoon stunting virus).

ب- أعراض داخليـة (بالإنجليزية: Internal Infection Symptoms)
1- إنتاج محتويات أو أجســام غريبة داخل الخلايا المصابة (بالإنجليزية: Intracellular Inclusion (Inclusion bodies))
توجد هذه الأجسام في خلايا الأنسجة التي تظهر عليها الأعراض الخارجية وتوجد ثلاثة أنواع من هذه الأجسام. وتعتبر وجود هذه الأجسام داخل الخلايا للنبات العائل مميزاً للإصابة بالفيروسات النباتية إذ أن هذه الأجسام أو المحتويات لا توجد مصاحبة لأي مرض معدي سوى الأمراض الفيروسية، وقد تظهر هذه الأجسام في خلايا الحيوانات والنباتات المصابة ببعض الفيروسات وهي نتيجة مباشرة للإصابة الفيروسية وينظر إليها بعض الباحثين على أنها طور من أطوار حياة المسبب والبعض الآخر يعتبرها كتل تجمع بروتين النبات.
يرجع الفضل في اكتشاف هذه الظاهرة وهي ظهور هذه المحتويات أو الأجسام الغريبة في خلايا النبات المصاب بالفيروس إلى العالم إيفانوفسكي (الروسية: Ivanowski)، الذي اعتبر أول من وصف وقدم رسومات لهذه المحتويات في خلايا نباتات الدخان المصابة بفيروس TMV ورغم أن وجود هذه المحتويات يعتبر دليلاً على الإصابة الفيروسية إلا أنها لا توجد مصاحبة لكل الأمراض الفيروسية فمثلاً لم تلاحظ في حالة إصابة البطاطس بفيروس التفاف الأوراق. ويعتمد إنتاج المحتويات على الفيروس المسبب أكثر من الاعتماد على العائل، فمثلاً لوحظت في عدد كبير من النباتات المصابة بفيروس تبرقش الدخان وتعذر رؤيتها في نفس النباتات المصابة بفيروس تبرقش الخيار رغم أن مظاهر الإصابة بهذين الفيروسين تكاد تكون متشابهة. ويمكن رؤية هذه الأجسام بالمجهر الضوئي العادي وتتراوح أقطارها من 5–30 ميكرون
أ. أجسام أميبية (أمورفية) (بالإنجليزية: Amebois – Amorphous – X  bodies)
تختلف هذه المحتويات بوضوح عن باقي محتويات الخلية كما وقد يختلف شكل هذه الأجسام أيضاً نتيجة للإصابة بفيروسات مختلفة، وتتواجد هذه الأجسام غالباً بالقرب من النواة وأمكن استخراجها من الخلية بهز نباتات الدخان المصابة بفيروس TMV وبعد غسلها وتكسيرها أنتجت فيروسات تبرقش أوراق الدخان ووجد أن تركيز الفيروس في هذه الأجسام أعلى من تركيزه في سيتوبلازم الخلية وتتحلل هذه الأجسام عند حدوث جروح للخلية.
ب. أجسـام أو محتويات بللورية (بالإنجليزية: Crystalline Inclusions)
لوحظت هذه الأجسام أيضاً في خلايا نباتات الدخان المصابة بفيروس تبرقش الدخان TMV وقد لوحظ أن تلك الأجسام تتكون غالباً في الخلايا المتقدمة في العمر حيث نجد أن هذه الأجسام الأميبية تبدأ في الاختفاء من تلك الخلايا وتظهر هذه المحتويات البللورية وقد ثبت أن هذه المحتويات البللورية تحتوي على نسبة عالية جداً من الحبيبات الفيروسية وتختلف أشكال هذه المحتويات البللورية المميزة للفيروسات المختلفة فقد تكون في شكل صفائح سداسية أو إبرية كما في فيروس تبرقش أوراق الدخان TMV أو بللورات أيزوميترية كما في فيروس تبرقش البسلة أو بللورات مغزلية كما في فيروس تبرقش أوراق الخيار.
ت. أجســام داخل النواة (بالإنجليزية: Intranuclear Inclusions)
نادراً ما يحدث أن تتواجد المحتويات البللورية داخل النواة في فيروسات النبات، وقد تظهر بعض البللورات في أنوية الخلايا المصابة مثل البقوليات المصابة بفيروس موزيك البازلاء. والمحتويات الداخلية بصفة عامة توجد داخل الخلايا المصابة في الجذر والساق والأوراق ويكثر وجودها في الأوراق وخاصة خلايا البشرة ولاتوجد هذه المحتويات طوال فترة الإصابة وغالباً ما تظهر هذه المحتويات في وقت ظهور الأعراض الخارجية على الأوراق الصغيرة. ثم تبدأ في التلاشي وعادة ما تبقى الأجسام البللورية فترة أطول من الأجسام الأمورفية ولكن بعد مضي عدة شهور من الإصابة يختفي كلا النوعين.
2- تغيرات تشــريحية Anatomical changes in cells of virus infected plants
تسبب الإصابة ببعض الفيروسات النباتية تغيراً في التركيب التشريحي لأجزاء مختلفة من النباتات المصابة وهذه الأعراض غالباً متكون متوافقة مع الأعراض الخارجية ومن أمثلة هذه التغيرات:
- تغير في البلاستيـدات

تسبب الإصابة ببعض الفيروسات عدم تمتم تكوين البلاستيدات أو صغر حجمها كما يحدث في أمراض التبرقش والإصفرار وتكون البلاستيدات المصابة أصغر حجماً وأكثر حبيبية وأفتح لوناً كما يكون شكلها غير منتظم.
- تغير في حجم وشكل نمو الخـلايا

تتغير أشكال الخلايا المصابة ببعض الفيروسات النباتية وخاصة تلك الخلايا الصفراء المصابة بمرض التبرقش وتكون الخلايا في هذه المناطق أقل سمكاً من مناطق الورقة الأخرى وذلك نتيجة للاختزال في طول خلايا النسيج العمادي Palisade cells، كما تصغر المسافات في النسيج الإسفنجي Spongy layer.
- نمو أنسجـة غير طبيعية

تسبب بعض الفيروسات النباتية نمو الأنسجة بطريقة غير طبيعية فمثلاً ينتج عن إصابة أشجار الليمون بفيروس التدهور السريع Quick decline تكون بروزات Pegs على الوجه الكمبيومي لنسيج اللحاء يقابلها تنقرات Pits في الخشب وتنشأ هذه البروزات نتيجة لزيادة نشاط الكمبيوم في تكوين خلايا اللحاء بالنسبة لتكوين خلايا الخشب.
- تكوين أورام داخلية Galls

تظهر أورام داخلية في بعض النباتات المصابة ببعض الفيروسات النباتية وذلك نتيجة لتكاثر ونمو سريع غير طبيعي لبعض الخلايا
- مـوت الخـلايا Necrosis

تنتشر هذه الظاهرة كثيراً في معظم الأمراض الفيروسية النباتية مثل التفاف الأوراق لنبات البطاطس Potato leaf roll virus وكذلك ومرض انحناء قمة بنجر السكر Sugar Beet Curly Top virus بالإضافة لمرض التدهور السريع في الموالح ويصاحب هذه الأمراض تجمـع زائد للمواد الكربوهيدراتية في أنسجة اللحاء مما يؤدي إلى تأثرها.
- تكوين إفرازات صمغية في أنسجة العائل

تسبب بعض الفيروسات تكوين مواد صمغية في الأوعية الخشبية لبعض العوائل النباتية كما يحدث في نباتات قصب السكر المصابة بفيروس تقزم الخلفة Ratoon stunting virus
3- تغيـرات سيتولوجية
يتسبب عن الإصابة بالأمراض الفيروسية تغيرات واضحة في الخلايا المصابة ففي حالة النباتات المصابة بفيروسات التبرقش يصغـر حجـم النـواة وتنقص كمية الأحماض النووية بها في بداية الإصابة وقد يحدث زيادة في حجم النواة حيث تزداد نويات الخلايا المصابة في الحجم ويصبح شكلها غير منتظم.
وفي حالة الإصابة بفيروسات الإصفرار Yellows يحدث تجمع ملحوظ للمركبات النشوية في خلايا المناطق الصفراء كما قد يحدث في كثير من الأمراض الفيروسية تجمع لبعض الصبغات Pigments الذي يؤدي إلى تغيير لون الأوراق والسوق مثل صبغة الأنثوسيانين Anthocyanin.

## طرق انتقال الفيروسات النباتية
تختلف الطرق التي تنتقل بها الفيروسات النباتية وكما سبق الذكر لابد من حدوث جروح في خلايا النبات يصل عن طريقها الفيروس إلى سيتوبلازم الخلايا الحية حتى يمكنه من إحداث العدوى حيث لاتمتلك الفيروسات القدرة على اختراق الجدر السيليلوزية للخلايا وقد يلزم أيضاً أن يصل الفيروس إلى خلايا خاصة كنسيج اللحاء مثلاً حيث يمكنه أن يتكاثر بداخلها. ويمكن تلخيص الطرق التي تنتقل بها الفيروسات النباتية إلى مايلي:

### الانتقال الميكانيكي
يتم النقل بهذه الطريقة عن طريق عصارة النبات المصاب والمحتوي على الفيروس وتنتقل الفيروسات ميكانيكياً بواسطة الوسائل الطبيعية (النقل الميكانيكي بالوسائل الطبيعية) من النباتات المصابة إلى النباتات السليمة نتيجة الجروح التي تحدث في النبات من جراء العمليات الزراعية أو الاحتكاك بين النباتات نتيجة التيارات الهوائية أو مرور عمال الزراعة، حيث تقع العصارة من النباتات المصابة وتلامس الجروح في النباتات السليمة فينتقل إليها الفيروس. والكثير من الفيروسات النباتية تنتقل بهذه الطريقة.
ويمكن إجراء النقل الميكانيكي تجريبياً وذلك بإحداث جروح خفيفة على أوراق النباتات باستخدام بعض المواد التي تحدث جروح مثل الرمل الناعم أومسحوق الصنفرة Carborandum بتعفيرها على أسطح الأوراق ثم تمرير العصير النباتي المأخوذ من النباتات المصابة بالفيروسات على أسطح هذه الأوراق بقطعة من الشاش ثم تغسل الأوراق المحقونة بالماء وذلك للتخلص من التأثير الحامضي للعصارة النباتية من على سطح الأوراق المحقونة. ويجب مراعاة أن تكون الجروح خفيفة على الأوراق حتى لا تموت الخلايا فتفشل العدوى.

### الانتقال بالتكاثر الخضري
تعمل أعضاء التكاثر الخضرية مثل الشتلات والبراعم والبصلات والدرنات والكورمات على نقل الفيروسات النباتية فهذه الأعضاء الخضرية إذا كانت مأخوذة من نباتات مصابة بالفيروسات أدت إلى نقله إلى النباتات السليمة أو الجديدة.
وتنتقل بعض الفيروسات النباتية عن طريق التطعيم Grafting في النباتات التي يمكن إجراء عملية التطعيم عليها.
ومن ناحية أخرى فإن جميع الفيروسات النباتية يمكن أن تنتقل عن طريق التطعيم وذلك نتيجة الجروح التي تحدث أثناء التطعيم وتلامس الخلايا المجروحة إلا أن هذه العملية قد لا تنجح في بعض الأحوال لعدم توافق الأصل مع الطعم كما أنها لا تنجح في نباتات الفلقة الواحدة.

### الانتقال عن طريق الحامول
الحامول (Cascuta spp.) من النباتات البذرية المتطفلة إلى النباتات فعند تغذية الحامول على النباتات المصابة بالفيروس ثم امتداد أفرع الحامول للاتصال والتطفل على النبات السليم نجد أن الفيروس ينتقل من النبات المصاب إلى النبات السليم عن طريق هذه الأفرع التي تصل بين النباتين كما قد تصاب النباتات بالفيروسات التي تصيب الحامول نفسه.

### الانتقال عن طريق البذور
تختلف الفيروسات النباتية عن بعضها في إمكانية انتقالها عن طريق البذور ومعظم الفيروسات النباتية لا تنتقل عن طريق البذور ولكن يحدث النقل بنسب مختلفة في بعض النباتات البقولية والقرعية لفيروسات معينة وتعرف هذه الفيروسات باسم الفيروسات المنقولة عن طريق البذور (بالإنجليزية: Seed borne viruses) ويفسر عدم انتقال الكثير من الفيروسات النباتية عن طريق البذور بتفسيرات عديدة منها.
1- حالة تأثير مضاد (بالإنجليزية: Antibiotic)
تحدث هذه الحالة فبذور الكاملة النضج لضعف العمليات الحيوية كما تتجمع في البذور الناضجة بعض المواد التي تؤثر على بعض الفيروسات.
2- عدم وجود نقر (بالإنجليزية: Pits) في جدران الخلايا المرستيمية في جنين الذرة وبالتالي عدم وجود خيوط بلازمية (بالإنجليزية: Plasmodesmata) التي تصل الخلايا ببعضها وهذا يجعل الفيروس غير قادر على الانتقال إليها.
3- عدم تمكن الفيروس من الادمصاص ببروتين البذور يسبب عدم قدرة الفيروس على التكاثر.

### الانتقال عن طريق التربة
تنتشر بعض الفيروسات عن طريق التربة أي أن الإصابة تحدث في الأجزاء النباتية التي تحت سطح التربة أي في منطقة الجذور ويرجع انتقال وانتشار الفيروسات النباتية عن طريق التربة إلى:
1. توجد الفيروسات محمولة على حبيبات التربة وتدخل إلى الجذور عن طريق الجروح التي تحدث للجذور أثناء نموها أو أثناء عمليات الري.
2. يحمل الفيروس إلى أنسجة النبات عن طريق بعض أنواع الكائنات الدقيقة مثل البكتريا والفطريات.
3. يحمل الفيروس عن طريق بعض الحيوانات مثل ديدان النيماتودا (الديدان الثعبانية) أو بعض الحشرات التي تصيب الجذور.

### الانتقال عن طريقالديدان الأسطوانية(النيماتودا)
تعمل بعض أنواع الديدان الأسطوانية مثل الديدان الأسطوانية الخنجرية على نقل بعض الفيروسات مثل فيروس الكروم المروحي والذي تنقله (باللاتينية: Xiphenema index) كما توجد أنواع من الديدان الأسطوانية التابعة لأجناس (باللاتينية: Longidorous) وقالب:Trichodorous تنقل فيروسات أخرى. وتتميز الديدان الأسطوانية الناقلة بأنها ذات رمح طويل كما تفتح الغدد اللعابية بالقرب من اتصال البلعوم والأمعاء وليس من المعروف مدة بقاء الفيروس في أجسام الديدان الأسطوانية أو بقائه بعد الانسلاخ أو الانتقال عن طريق البيض.

### الانتقال عن طريق الفطريات
وجد أن فطر (Chytridiales) Olpidium يساعد في نقل فيروسان هما فيروس العرق المتضخم في الخس Big vein of lettuce وفيروس التقرح في نبات الدخان Tobacco necrosis ويعتبر الفطر Olpidium من الفطريات الأولية التي تكون داخل خلايا الجذور للنبات العائل القريبة من منطقة القشرة أكياساً جرثومية Zoosporangia يخرج منها جراثيم هدبية متحركة Zoospores عن طريق قنوات وأنابيب تصل إلى خارج أنسجة العائل وتسبح جراثيم هذا النوع ذات الهدب الواحد وتصيب خلية جذرية ثم تكونكيس جرثومي داخل الخلية وهكذا تستمر دورة الإصابة بالفطر.
وفي تجربة قام بها كل من Teakle and Gold في عام 1963م لدراسة انتقال الفيروسات وخاصة الفيروس المسبب لمرض العرق المتضخم في الخس بواسطة الفطر Olpidium brassicae وجد أن إضافة مصل مضاد Antiserum لمعلق الفيروس وتركه لمدة خمس دقائق قبل إضافة معلق الجراثيم لهذا الخليط ينتج عنه عدم حدوث إصابة للنباتات السليمة عند عدوى النباتات بهذا الخليط.
أما عند إضافة معلق الجراثيم Spore suspension إلى معلق الفيروس Virus suspension وتركها لمدة خمسة دقائق ثم إضافة المصل المضاد فقد حدثت عدوى بهذا الخليط مما يشير إلى إمكانية نفاذ الفيروس داخل الجرثومة ثم إصابة النباتات السليمة.

### الانتقال عن طريق الحشرات
تعتمد معظم الفيروسات النباتية على الحشرات في انتقالها ويرجع ظهور الأوبئة بالأمراض الفيروسية إلى نشاط الحشرات في نقل الفيروسات، والحشرات ذات الكفاءة العالية في نقل الفيروسات النباتية تكون في الغالب من الحشرات ذات الفم الثاقب الماص كما أن هناك القليل من الفيروسات التي تنتقل بواسطة الحشرات ذات أجزاء فم قارضة.
والحشرات ذات الفم الثاقب الماص التي تنقل الأمراض الفيروسية هي حشرات المن Aphids – نطاطات الأوراق Leaf hoppers – الذباب الأبيض White flies – بق النبات Sap succing bugs – الحشرات القشرية Scale insect وبق النبات Mealy bugs ومن الحشرات الخادشة والماصة حشرات التربس أما الحشرات ذات أجزاء الفم القارض التي تنقل الفيروسات النباتية فأهمها الخنافس وقد تقوم الحشرات بنقل الفيروسات ميكانيكياً لتلوث أجزاء الفم عند التغذية على نبات مصاب أو أن الفيروس يدخل جسم الحشرة أو يتكاثر بداخلها.
علاقة الفيروسات بالحشرات الناقلة: Relationship between viruses and insect vectors
هناك نوعان من العلاقات بين الفيروس والحشرة الناقلة:
1- الانتقال بالطريقة الميكانيكية
تتغذى الحشرة على النبات المصاب ثم عند تغذيتها على نبات سليم تنقله إلى النبات السليم وتحدث له العدوى مباشرة نتيجة لتلوث أجزاء الفم الخارجية بالفيروس وتفقد الحشرة القدرة على النقل والعدوى خلال ساعات أو دقائق من تركها للنبات المصاب، وبعد التغذية على نبات واحد أو عدة نباتات سليمة. وتعرف هذه المجموعة من الفيروسات والتي سرعان ما تفقد الحشرة القدرة على نقلها باسم الفيروسات الغير باقية Non persistent viruses أوالفيروسات الخارجية External وهي التي تنقل على أطراف أجزاء الفم Stylet tips وقد عرفت منذ عام 1972 وإلى وقتنا الحاضر باسم الفيروسات المحمولة بأجزاء الفم Stylet borne viruses وتقوم الحشرات ذات أجزاء الفم القارض أو الثاقب الماص بنقل الفيروسات التابعة لهذه المجموعة.
2- علاقة بيولوجية
توجد علاقة بيولوجية بين الفيروس والحشرة الناقلة فعندما تكتسب Acquire الحشرة الفيروس بعد أن تتغذى الحشرة على النبات المصاب فإنها لاتنقله مباشرة ولكنها تظل محتفظة به لفترة قد تصل إلى طول حياتها وتعرف هذه الفيروسات بالفيروسات الداخلية Internal viruses حيث تدخل جسم الحشرة وتضم المجموعتين الآتيتين:
الفيروسات العابرة: (بالإنجليزية: Circulative viruses)
يطلق عليها أحياناً بالفيروسات الباقية Persistent viruses أو الداخلية Internal viruses ولا تتمكن الحشرة من نقل الفيروس مباشرة بعد تغذيتها على نبات مصاب ولكن يجب أن تمر فترة من الزمن بعد التغذية على النبات المصاب حيث تظل الحشرة محتفظة بالفيروس من عدة ساعات إلى عدة أيام تسمى بفترة الحضانة تكتسب فيها الحشرة القدرة على نقل الفيروس إلى نبات سليم. وحينما تصبح الحشرة قادرة على النقل فإنها تحتفظ بقدرتها على النقل لفترة طويلة ولا تتضاعف هذه الفيروسات داخل جسم الحشرة حيث وجد أن تركيز الفيروس في جسم الحشرة يقل تدريجياً بتكرار تغذيتها على نباتات سليمة وبعد أن تفقد الحشرة القدرة على إحداث الإصابة وذلك لفقدان الحشرة الفيروس من جسمها فإنها لا تستعيد القدرة على النقل حتى تتغذى على نبات مصاب مرة أخرى.
الفيروسات المتكاثرة: (بالإنجليزية: Propagative viruses)
هي من الفيروسات الداخلية والتي تبقى داخل جسم الحشرة لفترات طويلة (بالإنجليزية: Persistent) قد تصل إلى طول عمر الحشرة. كما يمكن أن تنتقل عن طريق الأجيال بالإضافة إلى عن طريق بيض الحشرة الناقلة. ويوجد الكثير من الأدلة التي تثبت أن الفيروسات التابعة لهذه المجموعة تتضاعف داخل جسم الحشرة الناقلة حيث لاتفقد الحشرة القدرة على نقل الفيروس طول حياتها وبتكرار تغذيتها على النباتات السليمة كما تمر الفيروسات المتكاثرة بفترة حضانة داخل جسم الحشرة قبل أن تصبح الحشرة قادرة على نقل الفيروس. ومن المعروف أن معظم الفيروسات العابرة أو المتكاثرة لا تنتقل نقلاً ميكانيكياً صناعياُ (الحقن الميكانيكي) كذلك فأنه من المعروف أن العلاقات البيولوجية بين الفيروسات والحشرات الناقلة لها تتعرض إلى درجة عالية من التخصص فهناك الفيروسات أو السلالات من الفيروسات لاتنتقل إلا عن طريق حشرات خاصة أو سلالات هذه الحشرة. وتلعب فترات التغذية للحشرات لاكتساب الفيروس من النباتات المصابة وحقنه في النباتات السليمة دوراً هاماً في كفاءة النقل
فترة التغذية للحشرة على النباتات المصاب Acquisition feeding period
فترة حقن الفيروس في النباتات السليمة Inoculation feeding period

## مراحـل الإصابة والتضاعف للفيروسات النباتية

### مرحلة الإصابة(بالإنجليزية:Infection)
- مرور الفيروس عبر جدار الخلية
- دخول الفيروس إلى السيتوبلازم (حبيبة كاملة أو حمض نووي)
- نزع الغطاء البروتيني

### مرحلـة التضاعف(بالإنجليزية:Replication)
- ترجمة الجينوم الوراثي
- تضاعف الحامض النووي
- بناء الأغطية البروتينية
- تجميع الوحدات الفيروسية الكاملة
- الانتقال إلى خلية أخرى.

## دراسات معملية للفيروسات النباتية
تأثير درجة الحرارة (بالإنجليزية: Thermal inactivation point) هي درجة الحرارة الموقفة لنشاط الفيروس عند التعرض لها لمدة عشر دقائق.
فترة التعمير (بالإنجليزية: Longevity in vitro) هي فترة تعمير أو بقاء الفيروس خارج الخلايا الحية ويظل محتفظاً بقدرته على إحداث العدوى وذلك عند حفظه على درجة حرارة المعمل 22°م.[بحاجة لمصدر]

## اقرأ أيضا
- دوبلودنافيريا